# Jonna de Vries
Jonna de Vries (Heiloo, 2 de septiembre de 1990) es una deportista neerlandesa que compite en remo como timonel. Ganó una medalla de plata en el Campeonato Europeo de Remo de 2025, en la prueba de ocho con timonel masculino.

## Palmarés internacional
| Campeonato Europeo | Campeonato Europeo | Campeonato Europeo | Campeonato Europeo |
| Año                | Lugar              | Medalla            | Prueba             |
| ------------------ | ------------------ | ------------------ | ------------------ |
| 2025               | Plovdiv (Bulgaria) | Medalla de plata   | Ocho con timonel   |